# Papani
Papani (cyr. Папани) – wieś w Czarnogórze, w gminie Bar. W 2011 roku liczyła 173 mieszkańców.